# Бышев (Львовская область)
Бы́шев (укр. Бишів) — село в Радеховской городской общине Шептицкого района Львовской области Украины.
Население по переписи 2001 года составляло 860 человек. Занимает площадь 1,76 км². Почтовый индекс — 80210. Телефонный код — 3255.
До города Радехов — 23 км, такое же расстояние до города Сокаль. Имеется удобное транспортное сообщение между городами Радехов, Сокаль, Шептицкий, Горохов, Луцк.
Село расположено на границе большого европейского водораздела в двух физико-географических областях Малого Полесья и Волынской возвышенности на высоте 220 метров над уровнем моря. Естественной границей между этими областями является долина Бышевского потока, который носит название — Млинивка.